# Capitole de l'État de Louisiane
Le capitole de l'État de Louisiane (en anglais : Louisiana State Capitol) est un gratte-ciel construit en 1932 et qui abrite la législature de l'État de Louisiane — composé du Sénat de Louisiane et de la Chambre des représentants de Louisiane —, le bureau du gouverneur de l'État et d'autres bureaux de la branche exécutive. Il est situé à Bâton-Rouge, capitale de la Louisiane. Haut de 137 mètres avec 34 étages il est le plus grand capitole des États-Unis, le plus grand immeuble de Bâton-Rouge et le septième plus grand immeuble de Louisiane. Il fut construit en 1932 dans un style Art déco à l'initiative de Huey Long et par le cabinet Weiss, Dreyfous and Seiferth en remplacement de l'ancien capitole.  
Le Capitole est construit sur un terrain de 27 acres qui comprend des jardins. Il est devenu un National Historic Landmark.

## Histoire
Lors de sa campagne pour l'élection au poste de gouverneur en 1928, Huey Long était partisan de la construction d'un nouvel immeuble moderne pour remplacer l'ancien Capitole de l'État, construit en 1847. La construction débuta en 1930 après que Long eut été élu et fut achevé en mars 1932 après 27 mois de travaux et pour un coût de 5 millions de dollars. En  1935, Long, alors sénateur des États-Unis, fut mortellement blessé par balle dans le Capitole (les trous faits par les balles de l'assassin sont toujours visibles sur le mur). Il mourut deux jours plus tard et fut enterré dans les jardins du Capitole.

## Style et œuvres marquantes
Long choisit le cabinet d'architecture Weiss, Dreyfous and Seiferth de la Nouvelle-Orléans pour dessiner l'immeuble et exprima son intérêt pour une tour. Ils prirent le Capitole de l'État du Nebraska, alors en construction, pour modèle. Le bâtiment comprend des sculptures intégrées dans sa structure d'Ulric Ellerhusen, Lee Lawrie, Adolph Alexander Weinman, Corrado Parducci et Lorado Taft, parmi d'autres. L'immeuble comprend également des peintures murales de Jules Guerin.
Les sculptures décrivent des scènes de l'Histoire de la Louisiane et des États-Unis. Gravé dans la pierre autour de l'entrée principale la citation « We have lived long but this is the noblest work of our whole lives... The United States take rank this day among the first powers of the earth, » dite par Robert Livingston lors de la signature de l'achat de la Louisiane en 1803. Conduisant à l'entrée principale, une série de marches avec pour chacune d'elles, le nom d'un État américain dans l'ordre de son admission dans l'Union. Après les 13 premières marches (symbolisant les 13 États originaux) il y a une petite plateforme. Ensuite les marches continuent avec les États des États-Unis continentaux. La 49e marche reprend le nom de l'Alaska et celui d'Hawaii, qui furent admis dans l'Union en 1959, après la construction du Capitole.

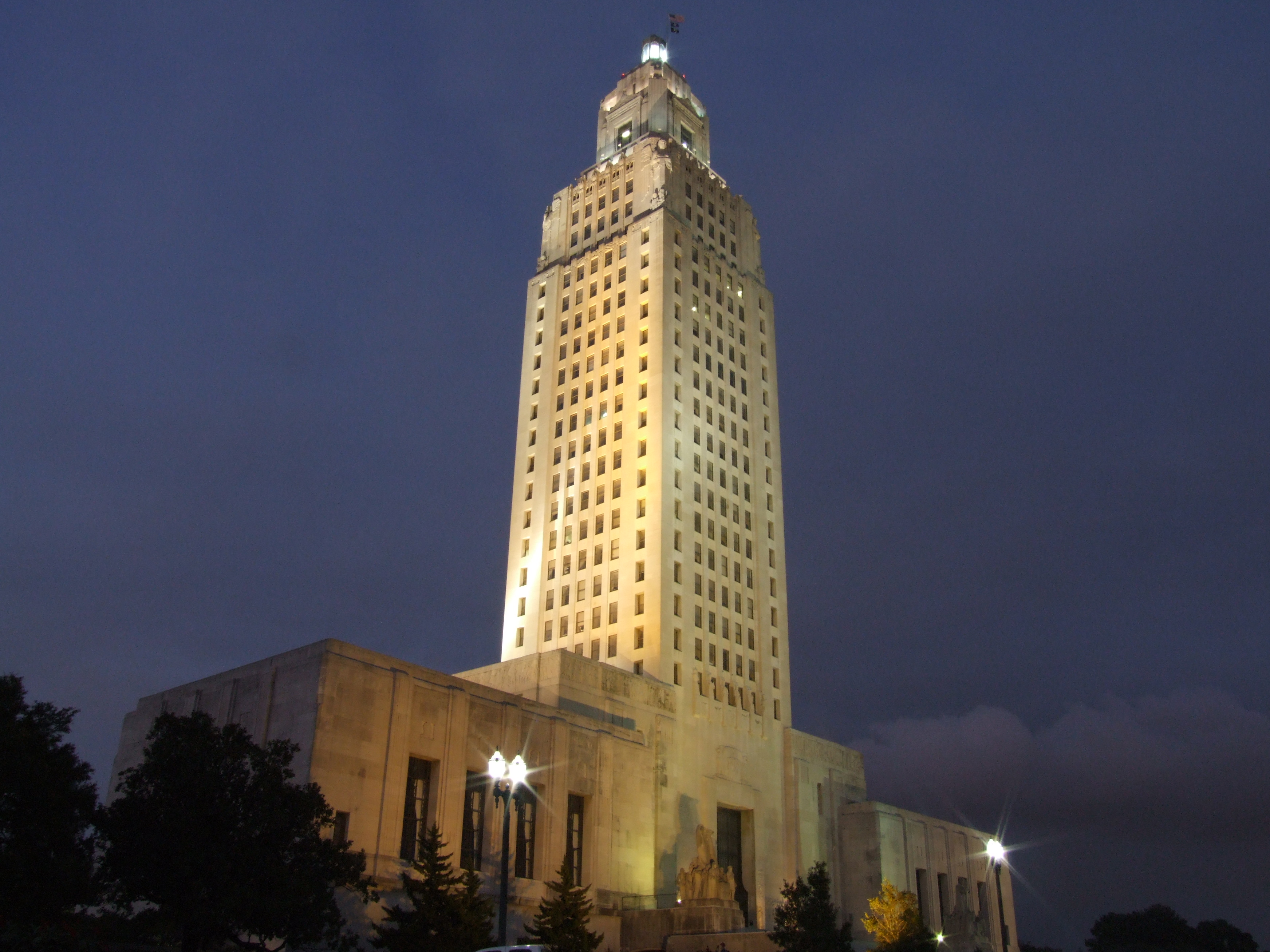
Le Capitole de Bâton-Rouge de nuit

## Divers
Il y a un observatoire ouvert au public au 27e étage. Le pélican, symbole de la Louisiane décore une partie importante de l'édifice. L'immeuble a été classé monument historique en 1978.
Le Capitole est le principal site où se déroule le film Les Fous du roi (film, 2006) (All the King's Men) de Steven Zaillian, d'après le roman éponyme de Robert Penn Warren. Des scènes du film Everybody's All-American y ont été aussi filmées.